# وینتسی (گولوباتس)
وینتسی (به صربی: Vinci) یک منطقهٔ مسکونی در صربستان است که در گولوباک واقع شده‌است. وینتسی ۳۴۵ نفر جمعیت دارد.